# Foraggiere
Foraggiere (Forager) è un personaggio dei fumetti creato da Jack Kirby nel 1972, pubblicato dalla DC Comics.

## Storia del personaggio

### Primo Foraggiere
Il primo Foraggiere appartiene alla razza degli Insetti (Bugs) che vivono come classe inferiore a Nuova Genesi; il suo passato non è completamente noto. Quando la Colonia è in pericolo, il Foraggiere viene inviato a chiedere aiuto ai Nuovi Dei, e con l'aiuto di Orion e Raggio di Luce riesce a impedire a Mantis di distruggere la sua specie.

### Secondo Foraggiere
Un secondo Foraggiere, questa volta di genere femminile, appare nella serie dei Nuovi Dei nel 1989. Appare anche nella serie Countdown, e successivamente comincia una relazione romantica con Jimmy Olsen.

## Altri media
Il primo Foraggiere è apparso nelle seguenti serie animate:
- Le avventure di Superman, nell'episodio Apokolips... Now! Part Two.
- Justice League Unlimited, negli episodi Twilight (Part I e Part II), doppiato da Corey Burton.